# Kōno Togama
Kōno Togama est un nom japonais traditionnel ; le nom de famille (ou le nom d'école), Kōno, précède donc le prénom (ou le nom d'artiste).
Le vicomte Kōno Togama (河野 敏鎌) (29 novembre 1844 - 20 avril 1895) est un homme politique japonais de l'ère Meiji qui lutta contre le shogunat Tokugawa avant d'entrer dans le gouvernement de Meiji.

## Biographie
Kōno est né à Kōchi dans la province de Tosa (actuelle préfecture de Kōchi). Il est le fils aîné d'un samouraï local de rang inférieur. Il est envoyé à Edo en 1858 où (avec Mutsu Munemitsu) il étudie auprès du célèbre spécialiste confucéen, Yasui Sokken. De retour à Tosa en 1861, il rejoint le mouvement Tosa Kin-no-to de Takechi Hanpeita et Sakamoto Ryōma et participe au mouvement anti-étranger Sonnō jōi. En 1862, avec 59 autres samouraïs de Tosa, il marche sur Kyoto et Edo pour protester contre la politique nationale mais est capturé par les forces de sécurité du shogunat Tokugawa et condamné à six ans de prison. Torturé durant sa détention, il refuse d'abjurer la cause qu'il défend et est condamné alors à perpétuité.
Après la restauration de Meiji de 1868, Kōno est libéré et recruté par Gotō Shōjirō, également originaire de Tosa, pour assister Etō Shinpei dans l'administration d'Osaka. Après l'établissement d'un bureau administration des samouraïs, il est envoyé à Hiroshima en 1874. Cependant, avec la montée du mécontentement des ex-samouraïs, des révoltes éclatent dans le pays, et il est assigné auprès d'Ōkubo Toshimichi à Kyūshū pour restaurer l'autorité du gouvernement central. Il affronte sur place son ancien mentor, Etō Shinpei, lors de la rébellion de Saga. Durant le procès de celui-ci, il le traite brutalement et lui refuse le droit de se défendre devant le tribunal qui le condamne à mort.
Kōno est nommé au Genrōin en 1875, puis en devient vice-président en 1878. En 1880, il est nommé Seigneur de l'Éducation du système Daijō-kan du gouvernement de Meiji, puis Seigneur de l'Agriculture et du Commerce en 1881. En politique, il s'allie avec Ōkuma Shigenobu et rejoint son parti Rikken Kaishintō en tant que vice-président. En 1888, il est nommé au Conseil privé.
En 1892, Kōno entre dans le premier gouvernement de Matsukata Masayoshi où il est ministre de l'Agriculture et du Commerce, ministre de l'Intérieur, ministre de la justice et Ministre de l'Éducation. Il continue à tenir le poste de ministre de l'Éducation dans le second gouvernement d'Itō Hirobumi.
En 1893, Kōno reçoit le titre de vicomte (shishaku) selon le système de noblesse kazoku. Il meurt en 1895 et est enterré au cimetière d'Aoyama de Tokyo.